# Aurivela
Genre
Aurivela est un genre de sauriens de la famille des Teiidae.

## Répartition
Les espèces de ce genre sont endémiques d'Argentine.

## Liste des espèces
Selon The Reptile Database (31 mars 2013) :
- Aurivela longicauda (Bell, 1843)
- Aurivela tergolaevigata Cabrera, 2004

## Publication originale
- Harvey, Ugueto & Gutberlet, 2012 : Review of Teiid Morphology with a Revised Taxonomy and Phylogeny of the Teiidae (Lepidosauria: Squamata). Zootaxa, no 3459, p. 1–156.